# Caffrowithius hanangensis
Caffrowithius hanangensis är en spindeldjursart som först beskrevs av Beier 1962.  Caffrowithius hanangensis ingår i släktet Caffrowithius och familjen blindklokrypare.

## Underarter
Arten delas in i följande underarter:
- C. h. curtus
- C. h. hanangensis